# Černé jezero (opera)
Černé jezero (původním názvem Šumavská víla) je romantická opera (též označovaná jako romanticko-komická zpěvohra) o třech jednáních českého skladatele Josefa Richarda Rozkošného. Libreto napsal spisovatel Karel Kádner na námět epizody z básně Adolfa Heyduka Dědův odkaz. Rozkošný ji napsal roku 1902 a poprvé byla provedena 6. ledna 1906 v pražském Národním divadle.

## Vznik a historie díla
Ve své poslední dokončené opeře se Josef Richard Rozkošný vrátil k fantastickému pohádkovému námětu, jaký se mu osvědčil ve Svatojanských proudech, Popelce a méně ve Krakonošovi. Karel Kádner pro něj na libreto – původně s názvem Šumavská víla – zpracoval ústřední epizodu z pohádkově-alegorické básně Adolfa Heyduka Dědův odkaz. Tato epizoda popisuje tragický příběh lásky lesní víly a selského hocha, tedy tradiční námět neprostupnosti fantazijního a reálného světa, jak je v opeře znám od Undiny E. T. A. Hoffmanna po Rusalku Antonína Dvořáka. (Samotný motiv „dědova odkazu“ z Heydukovy básně, totiž houslí jako symbolu umění, jež pomáhá člověku překonávat bolesti života, se v opeře mihne jen houslovým sólem v 1. jednání.) Krátké a epicky pojaté vyprávění básně však neposkytovalo dost děje pro tříaktové operní zpracování a Kádner byl nucen doplnit vedlejší dějové momenty i postavy, za cenu určitého rozmělnění příběhu.
Rozkošný operu zkomponoval v průběhu roku 1902, o dva roky později ji však podrobil revizi. Do značné míry v tomto díle, jen v melancholičtějším tónu, opakuje dramatické i hudební postupy ze své nejúspěšnější opery Popelka. I zde je těžištěm díla rozsáhlý balet ve druhém dějství.

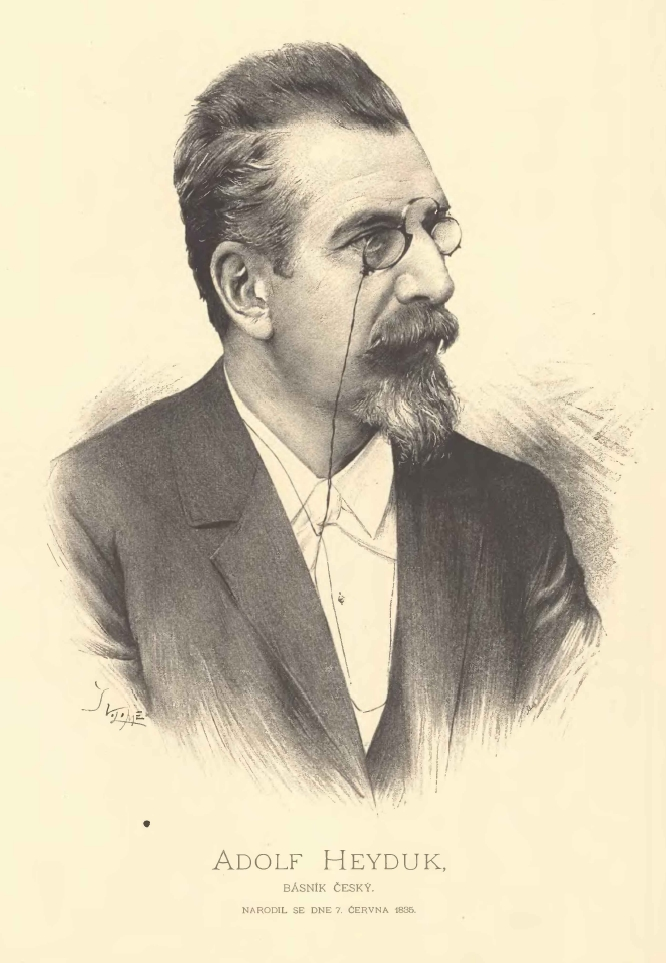
Adolf Heyduk, autor námětu opery. Portrét Jana Vilímka.

Při premiéře Černého jezera představoval dvaasemdesátiletý Josef Richard Rozkošný posledního zástupce nejstarší generace skladatelů české opery, generace Prozatímního divadla: nežili už nejen o málo starší Bedřich Smetana, ale ani Rozkošného vrstevníci František Zdeněk Skuherský, Karel Bendl, Antonín Dvořák, Karel Šebor či mnohem mladší Zdeněk Fibich. Inscenace Černého jezera v Národním divadle byla přijata již jako reprezentant překonaného operního stylu, přesto však nalezla přízeň obecenstva a dočkala se osmi repríz, což byl v silné konkurenci moderních českých i světových děl uspokojivý úspěch pro stárnoucího skladatele.
Kritika celkově přijímala práci zasloužilého skladatele příznivě, zopakovala však, že: „Vynález skladatelův pohybuje se v obvyklých mezích jeho eklektické vlohy. Nevelká samorostlost a nepříliš svérázu docházejí jakési kompensace v lehké, půvabné a líbivé melodičnosti, která bez velkých nároků podává se nehledaně a mile.“ Romantický námět vyhovoval Rozkošného orientaci na Mendelssohna a Gounoda, v baletní hudbě prý uměl skladatel „rozkřepčiti pikantní rythmy delibovského švihu“. Uznání sklidila Rozkošného obratnost v harmonii i elegance, jasnost a úspornost jeho instrumentace, správná hudební deklamace, jednotnost partitury i při zachování tradičního číslového schématu, jakož i celkově schopnost přijímat hudební nové podněty. Úsilí o hudební a dramatické efekty však podle recenzenta Národních listů vyznívalo naprázdno při nedostatku solidní hudební substance. Za nejpropracovanější označil první jednání, kde v lidových výjevech spatřoval ohlas „voraček“ z Kovařovicových Psohlavců. Z účinkujících v první inscenaci kritika vyzdvihla představitelku mlynářky Marii Klánovou, naopak u slepic a holubů postrádala pevnější režijní vedení.
Ještě roku 1906 operu uvedlo též Městské divadlo v Plzni. Vícekrát však Černé jezero cestu na jeviště nenašlo. Pozdější recepce opery byla negativní: František Pala ji považuje za „umělecky ještě pochybnější“ než Rozkošného neúspěchy z 90. let 19. století (Krakonoš, Stoja, Satanela) a za slabší napodobeninu Popelky.
Na stejný námět vycházející z Heydukovy básně vytvořil o dvacet let později operu Dědův odkaz Vítězslav Novák.
Libreto Rozkošného Černého jezera vydalo roku 1906 Nakladatelské družstvo Máje. Z hudby byly vydány pouze tance ve zpracování pro klavír jako příloha Zlaté Prahy VII, 1903.
Zapomenutou operu vzkřísila roku 2018 inscenace Pražské konzervatoře v Divadle Na Rejdišti.

## Osoby a první obsazení
| osoba                                                                         | hlasový obor | premiéra (6. 1. 1906)  |
| ----------------------------------------------------------------------------- | ------------ | ---------------------- |
| Květava, víla                                                                 | soprán       | Amalie Bobková         |
| Miloš, synek ze mlýna                                                         | tenor        | Bohumil Pták           |
| Vít, rolník                                                                   | bas          | Emil Pollert           |
| Blažena, jeho dcera                                                           | soprán       | Růžena Maturová        |
| Pavlína, selská dívka                                                         | mezzosoprán  | Karla Fabiánová        |
| Mlynářka                                                                      | alt          | Marie Klánová          |
| Královna víl                                                                  | soprán       | Marie Kubátová         |
| Selský hoch                                                                   | tenor        | Vladimír (Mirko) Štork |
| Dudák, vesničané, fantastické zjevy                                           |              |                        |
| Dirigent: František Jílek, režie: Robert Polák, choreografie: Achille Viscusi |              |                        |

## Děj opery

### 1. jednání
(Prostranství před mlýnem) Z oken mlýna se line teskný zvuk houslí, na něž hraje mladý mlynář Miloš. Pod oknem mu naslouchají dvě dívky, Blažena a Pavlína. V Blaženě tyto tóny budí zármutek: Miloš ji ještě donedávna miloval, ale náhle na ni zapomněl. Miloš svou písní volá zpět do své náruče krasavici, do níž je zamilován, což Blaženě připomíná, že srdce jejího snoubence ukradla záhadná dívka, jež přichází vždy v noci, nosí za pasem vřes a okouzluje všechny chlapce ve vsi. Pavlína Blaženu utěšuje: ostatní děvčata se už chystají, že si to s „čarodějkou“ vypořádají (duet Věř mi, Pavlíno, ty tóny a Milošova píseň Lásko mocná, lásko svatá). Blažena volá na Miloše, ale ten ji posílá pryč; čeká netrpělivě na svou krásku.
Před mlýnem se shromažďuje chasa. Nejprve mládež biči „práská čarodějnice“, jak je o filipojakubském večeru zvykem (sbor Práskejte, ať vzduch se chvěje). Přítomný dudák zahraje k tanci: nejprve mládeži dává k dobru skočnou (Hejsa, hopsa, do kola) a poté starším sedlákům a selkám hraje sousedská (Žala jsem travičku kosou). Vít, Blaženin otec, si první všimne příchodu neznámé dívky. Vesnická děvčata jsou na ni rozmrzelá, zato všichni chlapci se ji vlichocují a dívka jménem Květava tancuje s jedním po druhém (sbor Dobrý večer, dívko krásná). Jen Vít, který v ní poznává lesní vílu, běží k potoku pro úročník, který vílu popálí (zpěv Jen je nechte, ať se točí). Jakmile však vyjde z mlýna Miloš, Květava zanechává tance a běží k němu. Chlapci a děvčata odcházejí zapalovat svatojanské ohně (sbor Hoř, ohníčku, hoř), Miloš a Květava si zatím vyznávají lásku (duet Kde jsi byla, drahé dítě a Milošův zpěv Jako hvězdy jsou tvé oči). Květava mu pak svěřuje své tajemství: jako dítě ji unesla z kolébky divoženka a byla zakleta na sto let ve vílu. Pokud může s Milošem zůstat po tři roky, bude od kletby osvobozena, avšak Miloš jí nesmí ani slovem ublížit, ani květinou ji uhodit, jinak bude zakleta na dalších sto let (árie Slyš! Já byla z kolébky). Miloš jí slibuje a přísahá, že ji dnes v noci přijde odvést z moci královny víl. Lidé se vracejí od ohňů a veselice pokračuje, Miloš a Květava tancují (sbor a tanec Dohořely ohně májové… Alou, hoši kamarádi). Vít však vrhá Květavě pod nohy úročník. Ta zaúpí a prchá do lesa. Miloš přesto chce dostát svému slovu a běží za ní; Vít, Blažena ani jeho matka ho nemohou zadržet.

### 2. jednání

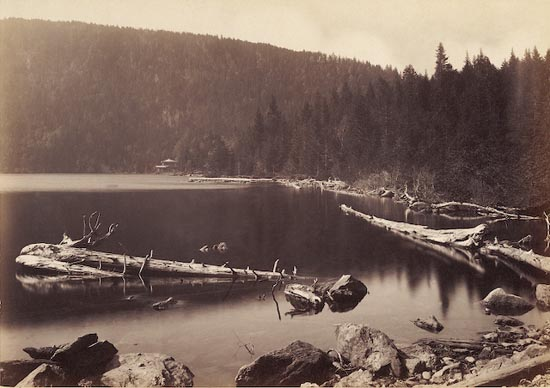
Černé jezero, dějiště druhého aktu opery, fotografie Jindřicha Eckerta.

(Černé jezero se skalnatým pozadím. Kouzelná noc filipojakubská) Svatojanské mušky a vodní, lesní jiné fantastické zjevy tančí, dokud víly nepřivezou ve zlatém voze svou královnu. Ta opěvuje příchod měsíce máje (árie Máj! Jde máj – jde máj!). Přichází Květava a královna vyléčí její popálení úročníkem. Květava ji žádá, aby jí dovolila odejít s mladíkem, který ji miluje (zpěv Snivý jun, jenž láskou ke mně vzplál). Královna jí nebrání, ale varuje ji před spoléháním na mužskou věrnost.
Na místo dorazí Miloš, hned za ním však Blažena, která s jej snaží zadržet před tím, aby se vzdal vydal do moci kouzlům a ďáblu (scéna a duet Miloši, pro Bůh! V svou zkázu jdeš!). Miloš ji odvrhuje a vítá se s Květavou. Blažena se hodlá víle postavit, ale ostatní víly a duchové se jí zmocní a propustí ji jen na prosbu Květavy a Miloše. Královna žádá po Milošovi opět slib, že se nebude na svou ženu pro nic hněvat, a pak oba milence s požehnáním posílá pryč (duet Miloše a Květavy Jako růže z poupátka).

### 3. jednání
(Dvůr ve mlýně, poledne v době žní) Chasa z Milošova statku si libuje: v celém kraji se nikomu nerodí tak jako u nich (sbor Hoj, to máme zlaté časy). Brzy bude dílo dokončeno a budou moci slavit dožínky, jen oves na záhumenním poli, jak připomíná hospodář, ještě musí dozrát. Miloš a Květava žijí šťastný život (duet Jak mi ňádro chví se blahem). Pak musí Miloš odejít do města.
Jeho matka sype slepicím (píseň Pospěšte, mé slípky zlaté). Navštěvuje ji Vít a vzpomíná na dobu, kdy se jeho Blaženka měla stát Milošovou nevěstou (zpěv Jako slunce na úsvitě). I mlynářka by byla s takovým řešením spokojenější, podivná lesní snacha jí k srdci nepřirostla. Objevuje se i Blažena; od návratu z lesa stoná, Miloše však stále miluje.
Když se všichni vzdálí, vychází na práh Květava. Přepadla ji nenadálá tíseň (zpěv Co je to? Jak těžký kámen). Nad lesem zahlédne známky blížící se velké bouře. Posílá proto chasu poséci dosud nedozrálý oves. Mlynářka jí takovou pošetilost vyčítá, i selky a sedláci ze sousedství se jejím přemrštěným obavám vysmívají. I Miloš, když se vrátí, je ženiným skutkem rozzloben a udeří ji jedním z dosud zelených ovesných klasů. V tom začne bouře. Květava se promění ve vílu a vyčítá Milošovi jeho prchlivost: nyní bude muset další století strávit jako lesní zjevení. Uprchne zpět do lesa. Sjede blesk a zapálí kolnu a stodolu. Miloš ztrácí vědomí. V popelu stodoly se třpytí ovesné klasy, které se proměnily ve zlato. Blažena Miloše vzkřísí, ale ten ji odstrčí a ze zoufalství se utopí v mlýnském náhonu. Též Blažena klesá k zemi mrtva. Bouře nabývá na síle.